# Mean Green Mother from Outer Space
Mean Green Mother from Outer Space ist ein Lied aus dem Film Der kleine Horrorladen. Geschrieben wurde es von Alan Menken (Musik) und Howard Ashman (Text). Gesungen wurde es von Levi Stubbs, dem Leadsänger der Four Tops.

## Verwendung in Film und Musical
Im Film offenbart sich Audrey II mit Mean Green Mother from Outer Space Seymour gegenüber als menschenfressendes Alien, dessen Ziel es ist, die Erde zu beherrschen. Sie hat Seymour nur geholfen, solange dies ihren Zielen nützlich war. Nun aber ist er allenfalls als Nahrung interessant.
Das Lied war im ursprünglichen Musical nicht enthalten. Es wurde extra für den Film geschrieben, damit ein Oscar möglich wurde, da nur neue Songs für eine Nominierung in Frage kommen.

## Auszeichnungen
Mean Green Mother from Outer Space war 1987 für den Oscar in der Kategorie Bester Filmsong nominiert. Der Oscar ging an Take My Breath Away aus dem Film Top Gun.

## Coverversionen
Auf einer Kompilation von Broadwaysongs interpretierte die englische Band Spray im Jahre 2002 Mean Green Mother From Outer Space.